# Kolonia Pozezdrze
Kolonia Pozezdrze – wieś w Polsce położona w województwie warmińsko-mazurskim, w powiecie węgorzewskim, w gminie Pozezdrze. Wieś ma charakter rozproszonej kolonii rozciągającej się między miejscowościami Pozezdrze, Sołdany, Pieczarki i Wyłudy.
W latach 1975–1998 miejscowość administracyjnie należała do województwa suwalskiego.